# 스릅스카 공화국

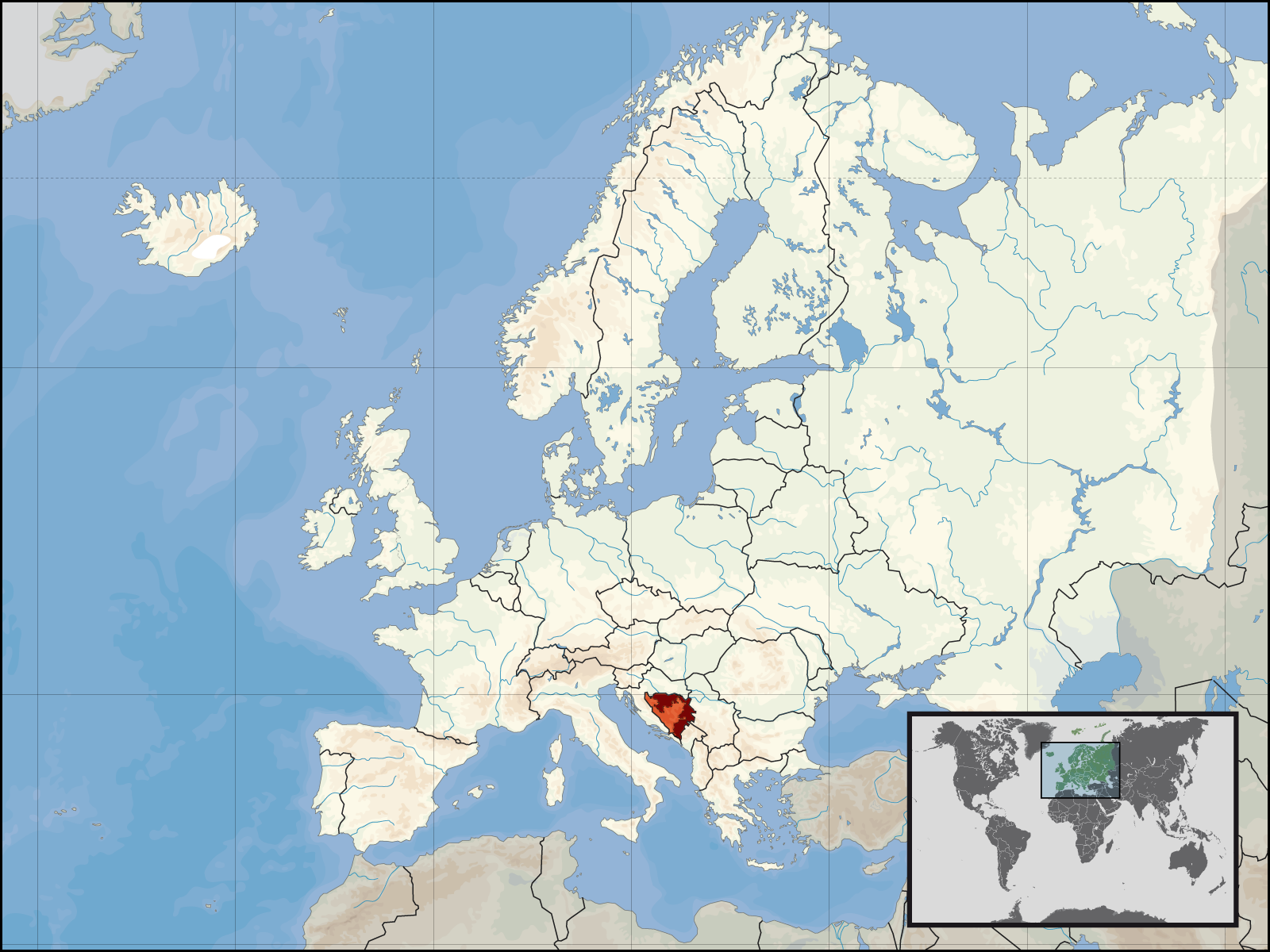

스릅스카 공화국(세르비아어: Република Српска 레푸블리카 스릅스카, 보스니아어: Republika Srpska, 크로아티아어: Republika Srpska) 또는 스르프스카 공화국은 유럽 발칸반도에 있는 보스니아 헤르체고비나의 보스니아 헤르체고비나 연방과 함께 보스니아 헤르체고비나를 이루고 있는 세르비아계 자치 공화국이다.

## 역사
역사적으로 이 지역은 오스만 제국, 유고슬라비아 등의 지배를 받았으며, 1991년까지는 구 유고슬라비아 연방의 보스니아 헤르체고비나 사회주의 공화국에 속했다. 1992년, 보스니아 헤르체고비나가 유고슬라비아 연방으로부터의 독립을 선언하자 이 지역을 기반으로 한 세르비아인들이 분리·독립에 반대하면서 스릅스카 공화국의 유고슬라비아 연방 잔류를 선언하고, 유고슬라비아 연방의 지원을 받아 보스니아인들을 공격하면서 보스니아 내전이 발생하였다.
같은 해 라도반 카라지치는 이곳의 초대 대통령으로 선출되었다. 라도반 카라지치는 유고슬라비아 연방 공화국의 대통령인 슬로보단 밀로셰비치와 함께 보스니아 내전을 주도하였다. 내전 당시 카라지치는 사라예보를 공격해 1만2천여 명을 살해했으며 1995년 스레브레니차에서 8천 명의 무슬림을 무차별 살인하는 등의 만행을 주도해 현상수배됐다. 카라지치는 2008년 7월 21일 세르비아의 수도 베오그라드에서 붙잡혀 네덜란드로 후송되어 전범 재판을 받고 있다.

## 주민
이 지역은 보스니아 헤르체고비나에서 세르비아인이 다수를 차지하는 곳이다. 그러나, 보스니아 헤르체고비나 전역에서 오랫동안 보스니아인, 세르비아인, 크로아티아인이 어울려 살았기 때문에 보스니아 내전 이후에도 소수의 보스니아인과 크로아티아인 등이 거주하고 있다.

## 언어
세르비아어가 공용어다. 그 밖에 보스니아어, 크로아티아어, 헝가리어 등도 쓰인다.

## 문화와 종교
세르비아인이 다수를 차지하는만큼 세르비아 문화와 세르비아 정교회가 압도적으로 우세하다. 그 밖에 이슬람교, 로마 가톨릭 등이다.

## 행정 구역
수도는 (사실상) 바냐루카이다. 바냐 루카는 2013년 기준 약 18만 명의 인구가 거주하여 보스니아 헤르체고비나 전체에서는 사라예보에 뒤이어 두번째로 큰 도시이다.

## 같이 보기
- 보스니아 전쟁